# Dendrocalamus hamiltonii
Dendrocalamus hamiltonii är en gräsart som beskrevs av Christian Gottfried Daniel Nees von Esenbeck, George Arnott Walker Arnott och William Munro. Dendrocalamus hamiltonii ingår i släktet Dendrocalamus och familjen gräs.

## Underarter
Arten delas in i följande underarter:
- D. h. edulis
- D. h. undulatus